# Válvula del seno coronario
La válvula del seno coronario ([TA]: valvula sinus coronarii) o válvula de Tebesio es una estructura cartílago-fibrosa que se encuentra en la aurícula derecha del corazón humano. Tiene lugar en la entrada del seno coronario en la aurícula derecha y bordea su porción inferoposterior.

## Función
La válvula de Tebesio en la vida extrauterina no tiene una función específica. Durante la etapa intrauterina, esta válvula tiene la función de regular el flujo venoso que es drenado desde el miocardio hasta la propia aurícula derecha, evitando el reflujo de la sangre que proviene del lado derecho del corazón, la cual, a diferencia de la vida extrauterina, es rica en oxígeno y anabolitos.